# Kounovo (Gostivar)
 (septembre 2020).
Pour le village de la municipalité de Kratovo, voir Kounovo.
Kounovo (en macédonien Куново) est un village du nord-ouest de la Macédoine du Nord, situé dans la municipalité de Gostivar. Le village comptait 11 habitants en 2002.

## Démographie
Lors du recensement de 2002, le village comptait :
- Macédoniens : 11